# IC 4165
IC 4165 је спирална галаксија у сазвјежђу Ловачки пси која се налази на листи објеката дубоког неба у Индекс каталогу.
Деклинација објекта је + 39° 55' 29" а ректасцензија 13h 4m 57,1s. Привидна величина (магнитуда) објекта IC 4165 износи 14,8 а фотографска магнитуда 15,5. IC 4165 је још познат и под ознакама MCG 7-27-25, PGC 45223.